# Albrechtice nad Orlicí
Albrechtice nad Orlicí település Csehországban, Rychnov nad Kněžnou-i járásban. Albrechtice nad Orlicí Nová Ves, Týniště nad Orlicí, Žďár nad Orlicí és Vysoké Chvojno településekkel határos. Lakosainak száma 1025 fő (2024. január 1.).

## Népesség
A település lakosságának változását az alábbi diagram mutatja:
| Lakosok száma | 335  | 442  | 656  | 1052 | 1000 | 1016 | 984  | 1003 | 1044 | 1025 |
|               | 1869 | 1900 | 1921 | 1961 | 1980 | 2011 | 2016 | 2019 | 2021 | 2024 |